# ناحیه باگو
ناحیه باگو (به Latin (disambiguation): Bago Region) یکی از ناحیه‌های کشور Burma است که در جنوب آن واقع شده‌است. مرکز این ناحیه شهر باگو است.

## خصوصیات
ناحیه باگو ۳۹٬۴۰۴ کیلومترمربع مساحت و ۴٬۸۶۳٬۴۵۵ نفر جمعیت دارد.